# Gustav Gugitz (Heimatforscher)
Gustav Gugitz (* 9. April 1874 in Wien, Österreich-Ungarn als Gustav Maria Anselm Guggitz; † 3. März 1964 in Rekawinkel) war ein österreichischer Heimatforscher, Volkskundler und Kulturhistoriker.

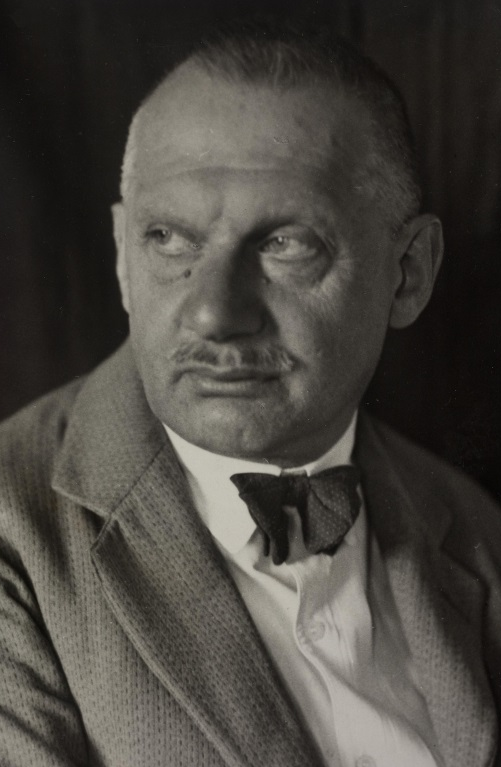
Gustav Gugitz, 1930er Jahre (Aufnahme von Max Fenichel)

## Leben
Gustav Gugitz kam in der Wiener Kaiserstraße als Sohn des von Klagenfurt gebürtigen Beamten Anselm Franz Xaver Guggitz und seiner aus Wien stammenden Frau Wilhelmine Amalia Pauline Litschauer zur Welt. Am 15. Juni 1904 heiratete er in Wien die aus Branka in Böhmen gebürtige Euphemia Johann.
Er studierte an der Universität Wien Theatergeschichte, schloss sein Studium aber nie ab. Er lebte als Nachkomme einer berühmten und vermögenden Kärntner Familie als Literat und Privatgelehrter. Durch die Inflation nach dem Ersten Weltkrieg verarmte er und erwarb in der Folge seinen Lebensunterhalt und den seiner Familie durch Tätigkeiten in Verlagen, Antiquariaten und schließlich als Angestellter der Wiener Stadtbibliothek. Da Gugitz, dessen politische Auffassungen bereits 1916 für den Abbruch der langjährigen Zusammenarbeit mit dem jüdischen Sammler und Privatgelehrten Max von Portheim ursächlich waren, schon zum 6. Mai 1926 der NSDAP beitrat (Mitgliedsnummer 50.771), sei er nach dem Ende des Dritten Reiches als Bibliothekar nicht länger tragbar gewesen.
In der Zeit von 1896 bis zu seinem Ableben erschien sein wissenschaftliches Werk in 371 Titeln. Gugitz beschäftigte sich zeit seines fast neunzigjährigen Lebens mit Wiener Stadtgeschichte, mit allgemeiner Kulturgeschichte und mit religiöser Volkskunde. Grundlegende und sehr umfangreiche Werke begründeten seinen Ruhm als Kulturhistoriker und als „Historiograph der Wiener“. Er betätigte sich auch als Literaturhistoriker und veröffentlichte im Jahr 1910 den Neudruck des 1815 anonym erschienenen pornographischen Romans „Schwester Monika erzählt und erfährt...“, den er dem Hauptvertreter der „schwarzen Romantik“ E.T.A. Hoffmann zuschrieb. Die überwiegende Mehrheit der Hoffmann-Forscher (Hans von Müller, Carl Georg von Maassen und andere) teilte diese Meinung nicht.
Obwohl Gugitz nie im Wiener Stadt- und Landesarchiv angestellt war, gibt es kaum einen Bestand des Stadtarchivs, in dem keine von Gugitz mit Kugelschreiber angebrachten Eintragungen zu finden sind. Jedes Mal, wenn Gugitz einen falsch geschriebenen Namen eines Prominenten auf einem Konskriptionsbogen fand, schrieb er den korrekten Namen mit blauem Kugelschreiber auf die Archivalie. Viele seiner zahlreichen Eintragungen in den Politica-Protokollen der Hauptregistratur sind überdies irrig.
Gugitz publizierte volkskundliche Themen auch in Tageszeitungen, unter anderem in der Wiener Zeitung. Er hinterließ eine rund 6000 Bände umfassende Viennensia-Bibliothek (heute Wienbibliothek im Rathaus) und eine über 3000 Bilder umfassende Sammlung von Andachtsbildern, die sich heute im Bestand des Österreichischen Museums für Volkskunde in Wien befindet.

## Ehrungen
Für seine Verdienste wurde ihm als dem vielseitigsten und damals anerkanntesten Wien-Schriftsteller anlässlich der Vollendung des 85. Geburtstages 1959 die Ehrenmedaille der Bundeshauptstadt Wien verliehen. Das Österreichische Museum für Volkskunde brachte 1954 anlässlich seines 80. Geburtstages eine Festschrift heraus, an der bedeutende Volkskundler Österreichs und Deutschlands mitwirkten. Nach seinem Tod wurde Gugitz am Gersthofer Friedhof (Gruppe 1, Reihe 1, Nummer 27) in einem ehrenhalber gewidmeten Grab beigesetzt. 1966 wurde die Gugitzgasse im 19. Wiener Gemeindebezirk Döbling nach ihm benannt.

## Schriften
- Leben! Eine Wiener Geschichte. Bruns, Minden [1901].
- Der Stammbaum und andere Novellen. Bruns, Minden [1903].
- Johann Pezzl. Zu seinem 150. Geburtstag In: Jahrbuch der Grillparzer-Gesellschaft. Bd. 16, 1906, S. 164 ff. (zu Ehren von Johann Pezzl).
- Das Wertherfieber in Österreich. Eine Sammlung von Neudrucken. Wien 1908.
- Schriftsteller – Verleger – Publikum. 10-Jahres-Almanach des Georg Müller-Verlages. München 1913, S. 56 ff.
- mit Emil Karl Blümml: Altwiener Bilder und Gestalten. Wien 1920.
- Giacomo Casanova und sein Lebensroman. Historische Studien zu seinen Memoiren. Strache, Wien 1921.
- mit Emil Karl Blümml: Von Leuten und Zeiten im alten Wien. Wien 1922.
- Die schöne Linzerin. Ein Beitrag zur Alt-Linzer Sittengeschichte. Linz 1929.
- Zum religiösen Brauchtum in Oberösterreich. Vergessenes aus josephinischen Aufklärungsschriften. In: Heimatgaue. Bd. 15, 1934, S. 16–30 (ooegeschichte.at [PDF]).
- Das Türkenmotiv in den Gnadenstätten der Ostmark In: Jahrbuch für Landeskunde der Ostmark. Bd. 28, 1938, S. 363 ff.
- Das Wiener Kaffeehaus. Ein Stück Kultur- und Lokalgeschichte. Deutscher Verlag für Jugend und Volk, Wien 1940.
- Bibliographie zur Geschichte und Stadtkunde von Wien. Nebst Quellen- und Literaturhinweisen. 5 Bände. Herausgegeben vom Verein für Landeskunde von Niederösterreich und Wien. Wien 1947–1962.
- Das Jahr und seine Feste im Volksbrauch Österreichs. Studien zur Volkskunde. 2 Bände. Wien 1949–1950.
- Das kleine Andachtsbild in den österreichischen Gnadenstätten, in Darstellung, Verbreitung und Brauchtum, nebst einer Ikonographie. Wien 1950.
- Niederösterreichische Schalensteine im Volksglauben. In: Österreichische Zeitschrift für Volkskunde. Bd. IV/53, 1950, S. 97 ff.
- Die Sagen und Legenden der Stadt Wien. Wien 1952.
- Österreichs Gnadenstätten in Kult und Brauch. Ein topographisches Handbuch zur religiösen Volkskunde. 5 Bände. Wien 1955–1958.
- Kärntner Gnadenstätten in der Graphik ihrer Andachtsbilder (= Buchreihe des Landesmuseums für Kärnten. Bd. 13). Klagenfurt 1963.
- mit Hans Giebisch: Bio-Bibliographisches Literatur-Lexikon Österreichs. Von den Anfängen bis zur Gegenwart. Wien 1964.
- Die Linzer Gnadenbilder und ihre Verbreitung durch das kleine Andachtsbild. In: Kunstjahrbuch der Stadt Linz. Linz 1965, S. 5 ff.

als Herausgeber
- Anonymus: Schwester Monika erzählt und erfährt. Eine erotisch-psychisch-physisch-philantropisch-philantropinische Urkunde des säkularisierten Klosters X. in S… E. T. A. Hoffmann zugeschrieben u. hrsg. von Gustav Gugitz. Ludwig, Wien 1910; Neudruck: Gala, Hamburg 1965.
- mit Aldo Ravà: Frauenbriefe an Casanova. Zum ersten Mal aus dem Duxer Archiv herausgegeben (= Giacomo Casanova: Erinnerungen. Bd. 14). Georg Müller, München / Leipzig 1912.
- mit Aldo Ravà: Casanovas Briefwechsel (= Giacomo Casanova: Erinnerungen. Bd. 15). G. Müller, München / Leipzig 1913.
- Friedrich Anton von Schönholz: Traditionen zur Charakteristik Österreichs, seines Staats- und Volkslebens unter Franz I. Eingeleitet und erläutert von Gustav Gugitz. Georg Müller, München 1914.

Übersetzungen
- Joris-Karl Huysmans: Da unten! 2 Bände. Übersetzt von Gustav Gugitz. Magazin-Verlag J. Hegner, Leipzig 1903 (Kulturhistorische Liebhaberbibliothek. Bd. 6–7).